# Embryo (singel)
embryo – singel zespołu Dir En Grey wydany w 2001 roku. Tytułowy utwór znalazł się na albumie Kisou, jednak został zmieniony tekst piosenki. 

## Lista utworów
Autorem tekstów jest Kyo. Muzykę do tytułowego utworu skomponował Kaoru.
1. embryo (5:38)
2. ZOMBOID Reishiki MIX (ZOMBOID 零式MIX, remix by Kaoru, Toshiya, Shinya) (4:27)
3. embryo Uteute Boogie-Woogie Elegy (embryo ウテウテブギウギ哀歌 エレジー, remix by Kyo, Die) (4:07)